# Laurel (Costa Rica)
Laurel è un distretto della Costa Rica facente parte del cantone di Corredores, nella provincia di Puntarenas.